# Quadricalcarifera nitidus
Quadricalcarifera nitidus är en fjärilsart som beskrevs av Rothschild 1917. Quadricalcarifera nitidus ingår i släktet Quadricalcarifera och familjen tandspinnare. Inga underarter finns listade.